# Perlòdids

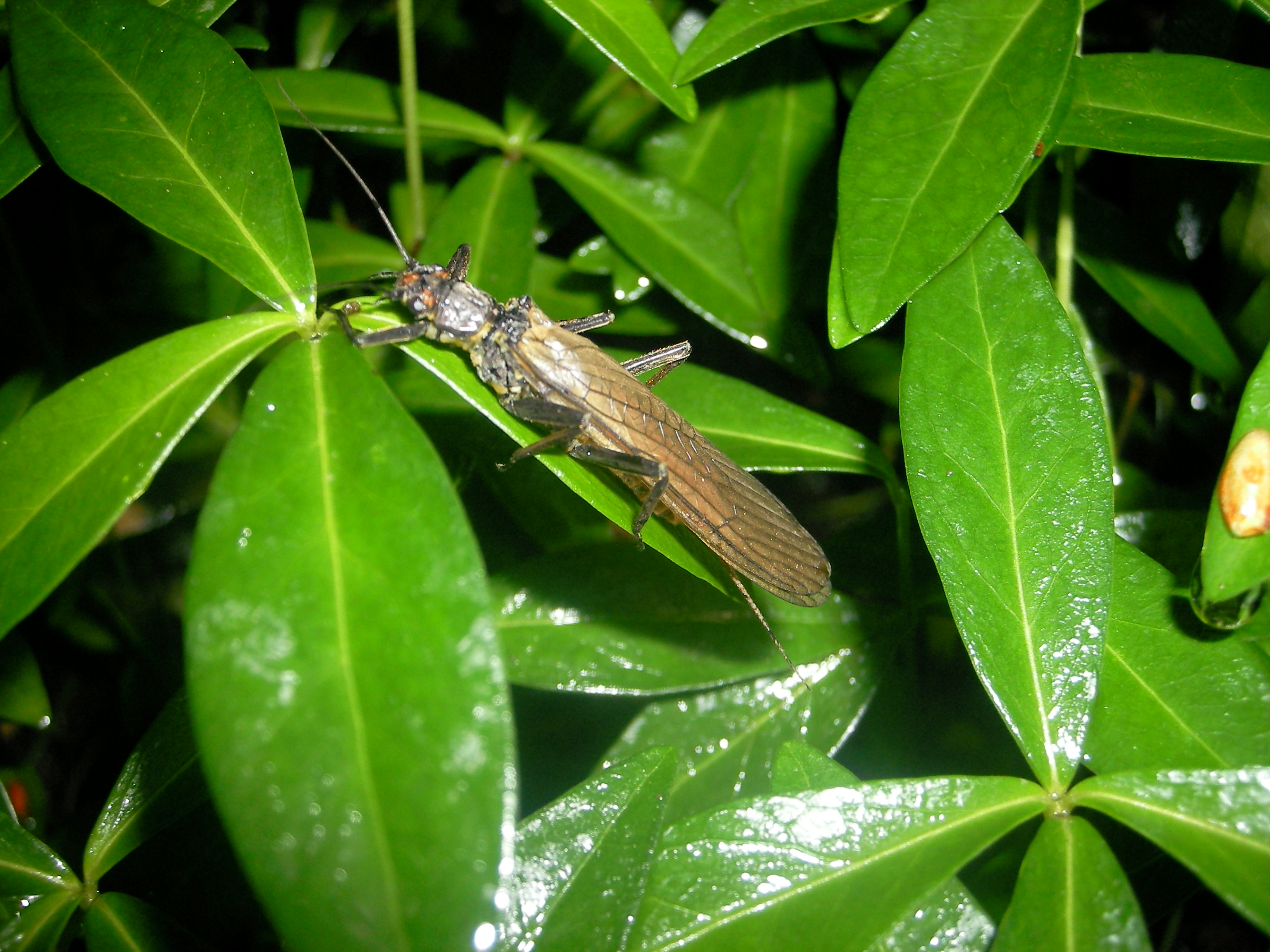
Perlodes sp.

Els perlòdids (Perlodidae) constitueixen una família d'insectes pertanyent a l'ordre dels plecòpters.

## Descripció
- Moltes de les seues espècies presenten un aspecte molt similar a les dels pèrlids (d'ací que comparteixin el mateix nom vulgar), tot i que són una mica més petites i no depassen els dos centímetres i mig de llargària total.
- No presenten mai brànquies a les bases de les coxes.
- Les larves tenen un cos aplanat, una llarga cua, elements de subjecció per a resistir els corrents i manquen de brànquies ramificades al tòrax.
- Les nimfes presenten patrons contrastats de coloracions clares i fosques.[2][3][4]

## Reproducció
Es reprodueixen a raó d'una generació per any. En general, els adults emergeixen a partir de l'abril fins al juny. Moltes espècies tenen una diapausa durant els mesos càlids i això els permet de viure en ambients hostils com rierols que només tenen aigua de forma temporal.

## Alimentació
Com els pèrlids, són també depredadors actius de petits invertebrats, encara que menys agressius que aquells. També mengen matèria vegetal, especialment quan són joves.

## Hàbitat i distribució geogràfica
Viuen des dels petits rierols fins als grans rius de fons rocallosos i d'aigües netes amb sediments, plantes vasculars i detritus de les zones neàrtica, paleàrtica i indomalaia. Es troben a sota de les roques i també entre la matèria orgànica car hi troben moltes preses.

## Gèneres
Té una alta proporció de gèneres amb una única o unes poques espècies.
- Afroperlodes
  - Afroperlodes lecerfi
- Arcynopteryx
- Baumannella
  - Baumannella alameda
- Besdolus
- Bulgaroperla
  - Bulgaroperla mirabilis
    - Bulgaroperla mirabilis mirabilis
    - Bulgaroperla mirabilis nigrita
- Calliperla
  - Calliperla luctuosa
- Cascadoperla
  - Cascadoperla trictura
- Chernokrilus
  - Chernokrilus misnomus
- Clioperla
  - Clioperla clio
- Cosumnoperla
- Cultus
- Dictyo
- Diploperla
- Diura
- Filchneria
- Frisonia
  - Frisonia picticeps
- Guadalgenus
  - Guadalgenus franzi
- Hedinia
  - Hedinia implexa
- Helopicus
- Hemimelaena
  - Hemimelaena flaviventris
- Hydroperla
- Isogenoides
- Isogenus
  - Isogenus nubecula
- Isoperla
- Kaszabia
- Kogotus
- Levanidovia
  - Levanidovia mirabilis
- Malirekus
- Megarcys
- Mesoperlina
- Neofilchneria
- Oconoperla
  - Oconoperla innubila
- Oroperla
  - Oroperla barbara
- Osobenus
  - Osobenus yakimae
- Ostrovus
- Perlinodes
  - Perlinodes aurea
- Perlodes
- Perlodinella
- Pictetiella
- Protarcys
- Pseudomegarcys
  - Pseudomegarcys japonicus
- Rauserodes
  - Rauserodes epiproctalis
- Remenus
- Rickera
  - Rickera sorpta
- Salmoperla
  - Salmoperla sylvanica
- Setvena
- Skwala
- Sopkalia
  - Sopkalia yamadae
- Stavsolus
- Susulus
  - Susulus venustus
- Tadamus
- Yugus
- Zhiltzovaia
  - Zhiltzovaia cachemirica[6][7]

## Observacions
En general, són una mica més resistents al dèficit d'oxigen que els pèrlids i poden viure perfectament en cursos fluvials amb poca o escassa turbulència, però són igualment molt sensibles a la contaminació i reben la puntuació màxima com a indicadors de la qualitat de l'aigua.

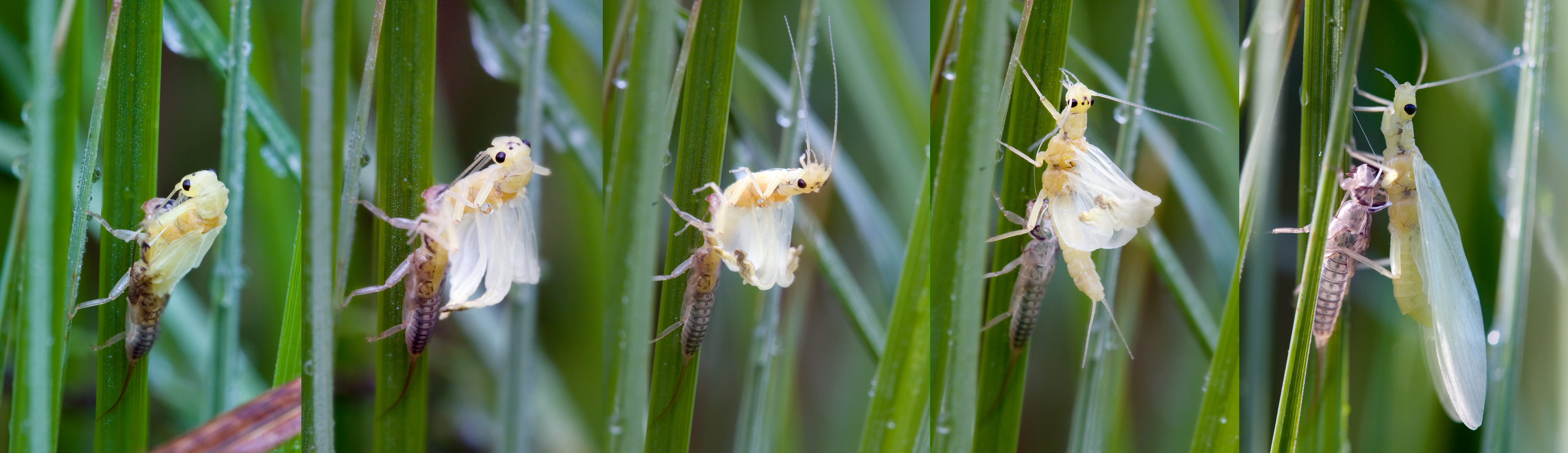
Isoperla sp